# Ciclo operacional
Em contabilidade, ciclo operacional é o período de tempo desde a compra de matéria-prima para a indústria ou de mercadorias para serem revendidas, até o recebimento do dinheiro relativo à venda dos produtos fabricados ou revendidos.
O ciclo operacional define o longo e o curto prazo para a empresa. Períodos de tempo inferiores ao ciclo operacional da empresa são considerados curto prazo, enquanto que períodos maiores que o ciclo operacional são considerados longo prazo. No entanto, quando o ciclo operacional da empresa é inferior a um ano, prevalece a duração do exercício social (um ano) como parâmetro para o curto e o longo prazo: menos que um ano, curto prazo, e mais que um ano, longo prazo.